# Туніка-Резортс (Міссісіпі)
Туніка-Резортс (англ. Tunica Resorts) — переписна місцевість (CDP) в США, в окрузі Туніка штату Міссісіпі. Населення — 2132 особи (2020).

## Географія
Туніка-Резортс розташована за координатами 34°49′46″ пн. ш. 90°19′20″ зх. д. / 34.82944° пн. ш. 90.32222° зх. д. (34.829509, -90.322196).  За даними Бюро перепису населення США в 2010 році переписна місцевість мала площу 77,85 км², з яких 75,34 км² — суходіл та 2,51 км² — водойми.

## Демографія
Згідно з переписом 2010 року, у переписній місцевості мешкало 1910 осіб у 846 домогосподарствах у складі 429 родин. Густота населення становила 25 осіб/км².  Було 1054 помешкання (14/км²).
Расовий склад населення:
| - 60,9 % — чорних або афроамериканців - 33,9 % — білих - 1,6 % — азіатів - 0,2 % — вихідців з тихоокеанських островів - 0,2 % — корінних американців - 1,9 % — осіб інших рас |

До двох чи більше рас належало 1,2 %. Частка іспаномовних становила 3,4 % від усіх жителів.
За віковим діапазоном населення розподілялося таким чином: 24,2 % — особи молодші 18 років, 69,8 % — особи у віці 18—64 років, 6,0 % — особи у віці 65 років та старші. Медіана віку мешканця становила 32,4 року. На 100 осіб жіночої статі у переписній місцевості припадало 100,4 чоловіків;  на 100 жінок у віці від 18 років та старших — 98,4 чоловіків також старших 18 років.
Середній дохід на одне домашнє господарство  становив 54 026 доларів США (медіана — 34 341), а середній дохід на одну сім'ю — 76 207 доларів (медіана — 34 155). За межею бідності перебувало 16,4 % осіб, у тому числі 43,0 % дітей у віці до 18 років та 0,0 % осіб у віці 65 років та старших.
Цивільне працевлаштоване населення становило 859 осіб. Основні галузі зайнятості: мистецтво, розваги та відпочинок — 36,2 %, освіта, охорона здоров'я та соціальна допомога — 21,0 %, роздрібна торгівля — 16,8 %.